# 시안 (가수)
시안 (본명: 최창민), 영어: Sian), 2001년 2월 2일 ~ )은 대한민국의 가수이자 MLD 엔터테인먼트 소속이며 대한민국 보이 그룹 티일사일구의 메인보컬을 맡고 있다.

## 학력
| 연도            | 학교                 | 학과       | 비고    |
| --------------- | -------------------- | ---------- | ------- |
| 2018년 ~ 2020년 | 한림연예예술고등학교 | 실용무용과 | 졸업    |
| 2020년          | 글로벌사이버대학교   | 방송연예과 | 재학 중 |